# Megasoma mars
Megasoma mars es una especie de escarabajo rinoceronte del género Megasoma, tribu Dynastini, familia Scarabaeidae. Fue descrita científicamente por Reiche en 1852.
La especie se mantiene activa durante todos los meses del año excepto en febrero.

## Descripción
Puede medir 80-120 milímetros de longitud.

## Distribución
Se distribuye por Colombia, Brasil, Perú, México y Guayana Francesa.